# Українська канадська фундація ім. Тараса Шевченка
Українська канадська фундація ім. Тараса Шевченка, скорочено: Шевченківська фундація — неприбуткова добродійна корпорація української діаспори Канади, утворена з метою створення основного фонду, наміченого на збереження й поширення україноканадської культурної спадщини та розвитку динамічної україноканадської спільноти. Установа стремить стати передовою неприбутковою канадською фундацією в такій Канаді, що визнає канадців українського походження основною частиною канадського суспільства.
Фундацію ім. Тараса Шевченка засновано 30 листопада 1953 у Вінніпезі при Видавничій спілці «Тризуб».

## Джерело
Шевченківська фундація: Річний звіт 2011 (англ. Shevchenko Foundation: Annual Report 2011), Вінніпег, 2011, 52 с.